# Angus MacGyver
Angus MacGyver (conhecido popularmente como MacGyver, ou simplesmente Mac) é um personagem fictício da série de TV estadunidense MacGyver, exibida pela ABC entre os anos 80 e 90.
Interpretado por Richard Dean Anderson, MacGyver trabalha como um "solucionador de problemas" para a também fictícia Fundação Phoenix em Los Angeles. Nos primeiros episódios do seriado, Mac trabalhava como um agente secreto do Governo dos Estados Unidos, mais precisamente no Departamento de Serviços Externos norte-americano (DXS), sendo posteriormente recrutado pelo seu amigo Pete Thornton para trabalhar na Fundação Phoenix.
MacGyver é um agente engenhoso capaz de resolver uma série de problemas com objetos completamente ordinários. Além de seu conhecimento científico e uso inventivo de itens comuns, ele sempre carrega consigo um canivete suíço e, em alguns episódios, um rolo de fita adesiva. Ele prefere resolver conflitos sem violência sempre que possível e se recusa a transportar uma arma, apesar de raramente manusear alguma (como o rifle AK-47 que ele usou brevemente no episódio piloto). Lucas Till atualmente interpreta a personagem na série reboot homônima de 2016.

## Personalidade
MacGyver é retratado como um solucionador de problemas não-violento. Ele evita o uso de armas, embora o episódio piloto mostre-lhe usando uma arma em uma missão mostrada logo no cold open de abertura deste. Mesmo nos casos em que seus dispositivos improvisados são usados para atacar oponentes hostis, ele sempre o faz em defesa própria e, se possível, subjugando ou incapacitando seus adversários em vez de matá-los. Ele geralmente suspeita de atitudes militaristas dentro do governo, geralmente vendo seu cargo na Fundação Phoenix como uma alternativa aos meios mais convencionais (e violentos) de aplicação da lei.
MacGyver também é apaixonado por causas sociais, tendo em diversas ocasiões se oferecido para ajudar os menos privilegiados, mostrando uma afinidade particular e conexão com crianças. Por exemplo, em um episódio, Mac realiza pesquisas auditivas em uma escola para crianças surdas e ajuda em uma excursão de montanha para adolescentes delinquentes. Ele também se esforça para proteger o meio ambiente e espécies ameaçadas de extinção como águias, o rinoceronte-negro e lobos. Também foi mostrado no episódio "Walking Dead" da última temporada que ele havia se tornado vegetariano durante algum tempo cronológico da série.
A persistência de MacGyver e a natureza improvisada de seus planos tornam suas missões difíceis de darem errado pois, como o seu inimigo Murdoc já suspeitou, nem mesmo o próprio MacGyver sabe o que ele irá fazer em seguida. Ao contrário dos heróis convencionais "durões" de ação, MacGyver demonstra dor após uma briga, sendo comum que o personagem, durante vários momentos da série, sinta dor em seu punho após despontar um soco em algum inimigo. Sendo um "tanto sensível", Mac tem uma tendência a se culpar por perdas pessoais e algumas tragédias, como a sua má consciência por não estar no leito de morte e no funeral de sua mãe quando estava em uma missão no Afeganistão, ou quando o mesmo chegou a desistir de competir em uma corrida de carros esportivos por conta de um envolvimento dele em um acidente fatal ou ainda ter apresentado uma espécie de síndrome do pânico após presenciar um acidente fatal de alpinismo envolvendo uma amiga. No entanto, superar desafios e salvar vidas com êxito deu-lhe redenção em várias ocasiões. Ele também parece ser suscetível à amnésia retrógrada temporal remota, que ele experimentou mais de uma vez após algum traumatismo físico da cabeça.
MacGyver fala em baixa ou larga escala os idiomas russo, alemão, francês, italiano e espanhol, sendo também um praticante da língua de sinais americana e também sabe como usar as bandeiras internacionais de sinalização marítima além de saber decifrar códigos Morse. Sendo um ávido homem, Mac pratica atividades ao ar livre, incluindo esqui na neve. Apesar do seu agudo medo de alturas recorrente durante toda a série, ele é altamente hábil ao escalar na montanhas, além de ser praticante de asa delta, para-quedas e HALO. Seus outros hobbies incluem hóquei no gelo, corridas e artes de pintura e violão, como mostrado no episódio "The Negotiator". O violão, inclusive, é seu instrumento preferido, sendo praticante desde que era criança, como afirmou no episódio "The Madonna".
Seu notável corte de cabelo é o Mullet, penteado popular durante a época da produção da série. Embora nunca esteja em um relacionamento sério, Mac sempre está bem relacionado com várias mulheres durante o show, inclusive já tendo um ligeiro caso com sua amiga Penny Parker. MacGyver já teve diversas paixões amorosas durante seu passado, mas nunca conseguiu levar algo adiante por conta dos seus já citados distúrbios pessoais de culpa.

## Primeiro nome
O primeiro nome de MacGyver foi inicialmente destinado a ser Stacey, como foi mostrado logo no episódio piloto. Todavia, essa informação acabou não sendo recorrente no programa e seu verdadeiro nome tornou-se uma incógnita até a última temporada.
Sempre que o personagem era perguntado sobre seu nome ele rapidamente desconversava dizendo que "não gosta do seu primeiro nome". Seu avô, Harry Jackson, o chama de "Bud" ou "Buddy" em alguns episódios. A maioria de seus amigos e colegas o chamam pelo seu sobrenome "MacGyver", outros simplesmente o chamam de "Mac". Seu primeiro nome é, finalmente, revelado canonicamente em "Good Knight, MacGyver (Part 2)", no qual ele aprende sobre um homem do século VII, chamado Angus M'Iver ("filho de Ingmarr") e admite que eles compartilham do mesmo primeiro nome, "Angus". Esta revelação é repetida no final da série, quando o filho de MacGyver revela que seu nome do meio também é Angus.

## Biografia
MacGyver nasceu em 23 de março de 1951 e foi criado em Mission City, Minnesota. Em 1961, quando ele tinha dez anos de idade, seu pai e sua avó foram mortos em um acidente de carro em que ambos se afogaram num rio onde o veículo caiu; após isso, MacGyver passou a ser criado pela sua mãe. No episódio "Runners", entretanto, MacGyver afirma que ele tinha 7 anos na época da fatalidade. Seu avô, Harry Jackson (a qual MacGyver o chama pelo seu nome próprio, Harry, a pedido do próprio avô), serviu-lhe como um "segundo pai", mas este acabou se afastando em 1967 quando MacGyver tinha dezesseis anos pois Harry fora trabalhar por um período no Alasca, mas sempre enviava dinheiro para o seu neto e sua mãe. Posteriormente, Harry se estabeleceu como um fazendeiro em Minnesota depois que MacGyver havia deixado o lugar. Ainda aos 10 anos, Mac obteve seu primeiro conjunto de química. Aos 12, MacGyver teve uma experiência traumática com a morte acidental de seu amigo de infância Jesse devido uma brincadeira com um revólver que resultou num tiro fatal envolvendo este. Durante sua infância, juventude e também na idade adulta, MacGyver torna-se um praticante de hóquei no gelo, tendo jogado em ligas locais de hóquei e ainda treinado uma equipe, como foi mostrado em um episódio. É torcedor ávido do Calgary Flames. Mac afirma que ele próprio projetou uma carreira na National Hockey League, mas optou por desistir antes que ele ficasse bom o suficiente pra isso. MacGyver também é um grande apreciador de obras de arte, chegando a frequentar museus ocasionalmente. Conheceu seu amigo Jack Dalton na infância. A mãe de MacGyver morreu de um acidente vascular cerebral enquanto o personagem estava em uma missão no Afeganistão.
Após o ensino médio, MacGyver foi à Western Tech, onde se formou em 1973 com bacharelado em física e química, tendo estudado sob os lecionamentos do professor Julian Ryman, um homem que também tinha capacidade de consertar coisas com objetos básicos do dia a dia e que provavelmente influenciou fortemente MacGyver em seus truques durante suas missões. Depois de se formar na faculdade, Mac recusou uma oferta para trabalhar numa usina nuclear e revelou que ele havia servido brevemente durante a Guerra do Vietnã em uma equipe de desarmamento de bombas. MacGyver também foi um entusiasmado piloto de corrida sendo bastante bem sucedido até um acidente colocá-lo fora das pistas.
Posteriormente, MacGyver se muda para Los Angeles onde ele tem uma série de trabalhos temporários, incluindo motorista de táxi junto com seu colega Jack Dalton, até 1979, quando ele encontra acidentalmente Peter Thornton, um agente do Departamento de Serviços Externos (DXS). Quando o MacGyver salva a vida de Thornton usando apenas um clipe de papel, uma chave e cadarços de tênis, Peter oferece um cargo a Mac como agente secreto do governo americano. Mac permanece nessa função durante cinco anos até Peter subir de cargo para Diretor de Operações na Fundação Phoenix. MacGyver continua trabalhando como assistente de Peter durante os próximos seis anos, até finalmente sair da Fundação em 1992, quando Mac conhece o seu filho.
Na Fundação, MacGyver é contratado como uma espécie de "solucionador de problemas", se envolvendo em uma variedade de tarefas, geralmente em operações externas (como realização de pesquisas ambientais, testes de sistemas de segurança, etc.). Na quinta temporada, seu avô Harry morre de um ataque cardíaco fazendo com que MacGyver acredite que ele não tenha mais parentes vivos. No penúltimo episódio da série, entretanto, MacGyver descobre que tem um filho: Sean "Sam" Angus Malloy. A mãe de Sean, Kate Malloy, era fotógrafa de um jornal; MacGyver havia a conhecido após a faculdade. Kate fora assassinada na China vários anos antes de MacGyver conhecer seu filho pela primeira vez. Após conhecer Sean, MacGyver decide pedir as contas junto a Fundação para que ele compense todo o tempo perdido com o seu recém descoberto filho.
Dois filmes de televisão apresentando o personagem foram feitos após o fim do seriado. No primeiro (MacGyver: Lost Treasure of Atlantis), MacGyver se junta ao seu ex-instrutor de arqueologia da faculdade, o Professor Atticus, para ajudá-lo a provar suas teorias sobre a antiga Atlântida, enfrentando ataques das tropas jugoslavas genocidas, um revolucionário grego e um implacável Caçador de tesouros. No segundo (MacGyver: Trail to Doomsday), ele investiga o assassinato de um amigo na Grã-Bretanha e as atividades de um empresário sem escrúpulos que vende pesquisas de armas nucleares com fins lucrativos. Ambos os filmes foram produzidos em 1994. Nenhuma menção sobre os outros personagens clássicos da série (Pete Thornton, Jack Dalton ou até mesmo o filho de MacGyver) é feita em nenhuma das duas produções.

## Família
O avô materno de MacGyver, Harry Jackson, é apresentado logo na primeira temporada, sendo interpretado por John Anderson. Harry tinha cortado relações com Mac e sua mãe e estava vivendo solitariamente num rancho em Minnesota até que MacGyver vá visitá-lo no episódio "Target MacGyver", já na primeira temporada. A partir desse episódio, os dois voltam a ficar mais chegados. Harry falece de um ataque cardíaco no fim da quinta temporada.
Pouco se sabe sobre a família de MacGyver. Em um flashback durante o episódio "Phoenix Under Siege" (2ª temporada, episódio 11), o avô de MacGyver fala com sua esposa enquanto MacGyver, ainda criança, conversa com seu pai. No penúltimo episódio da série ("The Stinger"), é revelado que Mac possui um filho que nem ele próprio sabia; no final deste episódio, os dois vão embora de motocicleta logo após MacGyver pedir demissão da Fundação Phoenix para poder aproveitar todo o tempo perdido juntos. Em um episódio da série, Mac afirma que seu pai e sua avó materna morreram num 14 de dezembro de um ano não especificado, sendo vitimados por um acidente automobilístico onde o veículo onde estavam caiu num rio, onde se afogaram. A mãe de Mac, Ellen Jackson, morreu vítima de um AVC um dia após o Natal de um ano não especificado; no momento da morte da mãe, MacGyver não pode se despedir dela pois estava em uma missão no Afeganistão, fato este que faz com que o personagem "se culpe", afetando-o psicologicamente em determinados momentos da série.

## Utensílios de MacGyver
O item mais usado por MacGyver durante toda a série é o seu inseparável canivete suíço. Além deste, MacGyver também costuma levar consigo um rolo de fita adesiva em seu bolso traseiro. Outros itens que ele costuma ter em mãos são: um cartão de identificação da Fundação Phoenix, um relógio, palitos de fósforos, clipes de papel, chiclete e uma lanterna. Mac também costuma portar uma caixa de ferramentas em seu Jeep.
No começo da série, MacGyver possuía um Jeep Cherokee. A partir da segunda temporada, o personagem aparece dirigindo uma Jeep Wrangler. A partir do terceiro episódio da quinta temporada, "The Black Corsage", ele começa a utilizar uma caminhonete Chevrolet 1946 de seu avô Harry.

## Impacto cultural
O nome "MacGyver" tornou-se parte do léxico coloquial americano. Nos Estados Unidos foi cunhado o termo MacGyverism (MacGyverismo), que significa qualquer tipo de improviso realizado através de objetos simples.